# Bitwa pod Isandlwana
Bitwa pod Isandlwana – starcie zbrojne, które miało miejsce 22 stycznia 1879 pomiędzy oddziałem brytyjskim a armią Zulusów. Była to największa bitwa podczas wojny Brytyjczyków z Zulusami (1879). 15 tysięcy Zulusów pokonało liczący ponad 1,3 tys. ludzi oddział brytyjski, który został niemal całkowicie zniszczony.

## Droga do Isandlwana
Opierając się na imperialistycznym schemacie, z powodzeniem zastosowanym przez lorda Carnarvona w Kanadzie, rząd brytyjski zamierzał zrealizować podobny plan w Afryce Południowej. W tym celu w roku 1874 do Capetown wysłany został w charakterze wysokiego komisarza sir Henry Bartle Frere. Główną przeszkodą na drodze wykonania tego planu było istnienie niepodległego Królestwa Zulusów.
Do roku 1877 stosunki pomiędzy królestwem Zulusów a Wielką Brytanią układały się poprawnie. Dopiero po podbiciu Republiki Południowoafrykańskiej (kiedy zabrakło wspólnego wroga) Brytyjczycy zaczęli myśleć o podboju Zululandu. Pretekstem okazały się tzw. „naruszenia granic”, jakich mieli dopuścić się Zulusi.
Sir Bartle Frere, z własnej inicjatywy i bez wiedzy rządu w Londynie, w październiku 1878 roku wystosował list-ultimatum do króla Zulusów Cetshwayo, w którym domagał się wydania winnych przekroczenia granicy, celem osądzenia ich i ukarania w Natalu, zapłacenia ogromnej grzywny w setkach sztuk bydła i rozpuszczenia armii. Ultimatum pozostało bez odpowiedzi.
W tej sytuacji w styczniu 1879 roku brytyjski generał Frederic Augustus Thesiger, 2. baron Chelmsford wyruszył na czele 5 tys. regularnych wojsk oraz 8 tys. sił posiłkowych z Pietermaritzburga w Natalu i skierował się do kraju Zulusów. Brytyjczycy podzieleni byli na trzy kolumny, z których środkową Chelmsford dowodził osobiście. Po przekroczeniu granicznej rzeki Buffalo oddział Chelmsforda rozbił obóz u stóp wybitnego wzgórza Isandlwana. Naprzeciwko Brytyjczyków kroczyła – skutecznie kryjąc się w załamaniach gruntu – 24-tysięczna armia Zulusów, z czego Brytyjczycy nie zdawali sobie sprawy.
18 stycznia około 4 tys. wojowników zostało wysłanych z zadaniem zaatakowania kolumny pierwszej Pearsona w pobliżu Eshowe. Pozostałych 15 tys. Zulusów rozłożyło się obozem w miejscu zwanym isiPhezi ikhanda. Te siły główne przemieściły się pod górę Babanango, następnie obozowały u stóp góry Siphezi, by w końcu 21 stycznia wkroczyć do Doliny Ngwebeni, skąd Ntshigwayo kaMahole zamierzał zaatakować Brytyjczyków 23 stycznia. Pod jego dowództwem armia zuluska poruszała się szybko i sprawnie. Maszerowała w dwóch kolumnach pozostających w zasięgu wzroku od siebie (w odległości kilku kilometrów), by uniknąć niespodziewanego uderzenia. Kolumny te poprzedzały siły osłony złożone z konnych zwiadowców. Zuluska armia zdołała pokonać ponad 80 km w pięć dni, podczas gdy Chelmsfordowi przebycie 16 km zajęło aż dziesięć dni.

## Bitwa

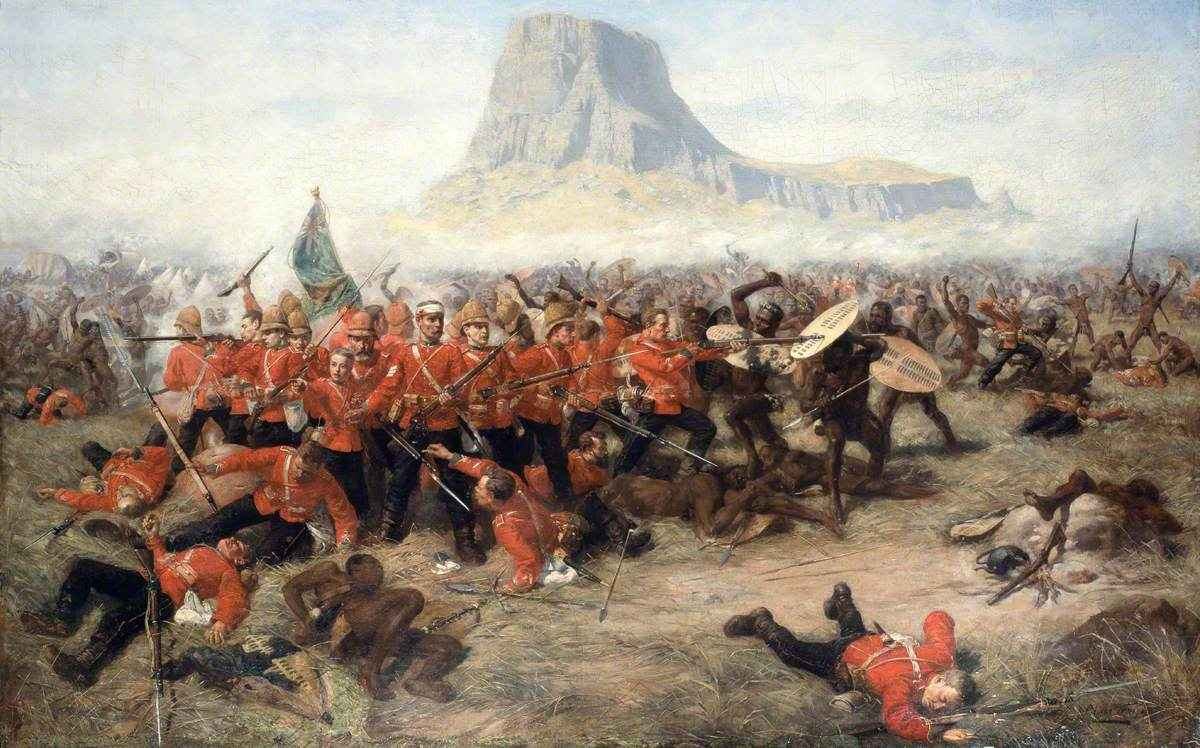
Ostatni bój, mal. Charles E. Fripp

Brytyjczycy posiadali zbyt małe siły kawalerii, aby podjąć jakąś większą akcję przeciwko Zulusom. Chelmsford obawiał się także wykorzystywania tubylców do zadań wywiadowczych, gdyż im nie ufał. Jako że Isandlwana miała być krótkim przystankiem na drodze do stolicy Zulusów Ulundi, Brytyjczycy nie podjęli większych starań w celu umocnienia obozu. Nie ustawiono nawet obronnego łańcucha z wozów. Jednak rzeczywistą przyczyną zaniedbania środków ostrożności było zlekceważenie przez dowództwo brytyjskie przeciwnika. Doświadczenie, nabyte podczas licznych walk z tubylcami w Afryce mówiło, że wielka siła ognia relatywnie niewielkiego oddziału europejskich żołnierzy uzbrojonych w nowoczesną broń strzelecką i artylerię, a wspieranych przez miejscowych sprzymierzeńców, pozwoli pokonać każdego tubylczego przeciwnika, którego niekarna, źle uzbrojona armia może wprawdzie bohatersko bić się, ale ostatecznie ulegnie. Chelmsford był przekonany, że 4-tysięczne siły, w tym tysiąc Brytyjczyków uzbrojonych w nowoczesne karabiny Martini Henry i artylerię, dysponują wystarczającą siłą ognia by odeprzeć każdy atak Zulusów z ich dzidami, tarczami z krowiej skóry i kilkoma antycznymi muszkietami Brown Bess. Chelmsford nie obawiał się więc o bezpieczeństwo obozu. Myślał przede wszystkim o tym skąd wziąć odpowiednią liczbę wozów i wołów potrzebnych do dalszego prowadzenia kampanii.
Założywszy obóz pod Isandlwana, Chelmsford posłał dwa bataliony z Natal Native Contingent na zwiady. Stoczyły one 21 stycznia potyczkę z elementami sił zuluskich, które według Chelmsforda były awangardą nieprzyjacielskiej armii. Był tak pewny wyszkolenia i siły ognia swoich żołnierzy, że nie zawahał się podzielić swych sił, zabierając dwa bataliony (około 2500 ludzi, w tym połowę całego kontyngentu brytyjskiej piechoty) i ruszył na poszukiwanie armii przeciwnika, by zmusić go do przyjęcia bitwy i pokonać. Nie przyszło mu na myśl, że Zulusi, jakich napotkano, właśnie odciągają go od głównych sił.
W obozie Chelmsford zostawił pięć kompanii 1. batalionu, liczących po 70–80 żołnierzy, a także silniejszą kompanię 2. batalionu (150 ludzi) 24 Regimentu Piechoty. Ponadto było tam około 500 ludzi z Natal Native Contingent i około 200 uzbrojonych, konnych ochotników z Natalu. „Artylerię” stanowiły dwa działa 7-funtowe z 70-osobową obsługą i bateria rakiet Hale’a. W sumie obozu miało bronić nieco ponad 1300 ludzi i dwa niewielkie działka.
Dowódcą obozu został brevet podpułkownik Henry Pulleine, który nie przewidywał, jak wielkie niebezpieczeństwo grozi Brytyjczykom ze strony nadciągających wojowników. Pulleine był administratorem bez doświadczenia w dowodzeniu w polu. Niemniej jednak dowodził znacznymi siłami, zwłaszcza sześcioma, złożonymi z weteranów zaprawionych w bojach w koloniach, kompaniami regularnej piechoty.
O godz. 7.00 patrole konne, operujące 11 km od obozu, poinformowały o dostrzeżeniu formacji Zulusów liczącej około 4 tys. wojowników. Dalsze doniesienia, napływające do Pulleine’a we wczesnych godzinach rannych, informowały o kolejnych manewrach Zulusów. Oficerowie zastanawiali się jakie są zamiary przeciwnika: pójdzie tropami formacji Chelmsforda, czy zaatakuje obóz? Około godz. 10.30 przybył z Rorke’s Drift pułkownik Anthony Durnford, prowadząc pięć szwadronów Natal Native Horse i wspomnianą baterię wyrzutni rakiet. W tym momencie pojawiła się kwestia dowodzenia, ponieważ Durnford był starszy stopniem i zgodnie z tradycją powinien zostać dowódcą. Durnford nie uczynił jednak nic by pozbawić Pulleine’a stanowiska i zaraz po lunchu oznajmił, że przejmuje inicjatywę i rusza przeciwko siłom zuluskim, które – jego i Pulleine’a zdaniem – zamierzają uderzyć na tyły Chelmsforda. Durnford chciał dostać jedną z kompanii 24 Regimentu, ale Pulleine odmówił powołując się na rozkaz obrony obozu.
Rankiem 22 stycznia, w momencie rozpoczęcia bitwy, Chelmsford znajdował się zbyt daleko, aby móc przyjść z pomocą Pulleine’owi. Odgłosy strzałów głównodowodzący mylnie zinterpretował jako ćwiczenia strzelnicze. W ten sposób 1300 Brytyjczyków miało przeciwko sobie ponad dziesięciokrotnie liczniejsze siły zuluskie. Dodatkowo pomiędzy Durnfordem a Pulleinem doszło do sporu o strukturę dowodzenia. Mimo że Durnford przewyższał stopniem Pulleine, nie miał jednak kompetencji aby przejąć dowództwo w obozie. Na czele swojego oddziału zdecydował się na pościg za małymi grupkami Zulusów. W momencie ataku armii zuluskiej na obóz Durnford znajdował się około 2 km. poza obozem. Pulleine pozostał w obozie bez doświadczonego oficera. Na dodatek, nie spodziewając się ataku, zaniedbał całkowicie wzmocnienia pozycji obronnych. Brytyjczycy stanęli w liczącej około 2 km linii, przygotowując się do odparcia uderzenia armii Zulusów. Oddziały regularne przez jakiś czas odpierały atakujących przy użyciu broni palnej. Słabo uzbrojone oddziały pomocnicze uciekły jednak z pola walki. Po wyczerpaniu się amunicji Brytyjczycy wycofali się w kierunku obozu, zostali jednak zaatakowani z flanki przez przeciwnika. Zulusi, używając oszczepów całkowicie roznieśli oddział brytyjski, który nie był w stanie przedrzeć się w walce na bagnety.
Po odniesionym zwycięstwie Zulusi przystąpili do plądrowania obozu. Najcenniejszym łupem było ponad tysiąc karabinów Martini-Henry i 250 tysięcy sztuk amunicji do nich. Zdobyte zostały także dwa działa oraz bateria rakiet. Zulusi nie potrafili jednak obsługiwać tej broni, więc był to łup bardziej prestiżowy niż praktyczny. Każdy wojownik starał się przebić swoją włócznią ciała poległych żołnierzy, aby w ten sposób zadośćuczynić tradycji „obmycia włóczni krwią”. Zulusi sprofanowali także ciała przeciwników, gdyż zgodnie z ich wierzeniami, w ciele pokonanego wroga jest uwięziona dusza, którą trzeba uwolnić przez rozcięcie podbrzusza, co przez społeczeństwo angielskie było uważane za barbarzyństwo.
Po powrocie koło zmierzchu Chelmsford zastał już tylko pobojowisko pełne trupów. Padło ponad 1300 Anglików i ich sprzymierzeńców i około 2 tys. Zulusów.
W czasie bitwy pod Isandlwana nastąpiło częściowe zaćmienie Słońca, ale w ogniu walki mało kto to zauważył.

## Następstwa bitwy
Winę za klęskę Dunforda ponosi Chelmsford, który pomimo rozkazu pozostania w obozie, podjął pościg za Zulusami. Wynik bitwy oraz kolejne starcie koło stacji Rorke’s Drift ponownie zwróciło uwagę Brytyjczyków na ten region. Rząd brytyjski, który wcześniej niedostatecznie wspierał swoje wojska w Natalu, tym razem wysłał do Afryki Południowej nowe siły.
Porażka spowodowała rekonstrukcję sił angielskich. Do Afryki został wysłany generał Garnet Joseph Wolseley, który miał zastąpić Chelmsforda. Dnia 4 lipca Chelmsford pobił jednak ostatecznie Zulusów w bitwie pod Ulundi w ostatnim starciu tej wojny.

## Siły stron
W bitwie wzięły udział następujące siły.

### Wojska brytyjskie
Siły Brytyjczyków były uformowane w tzw. trzecią kolumnę.
- 24. pułk piechoty – ppłk. H. Pulleine
  - 1. batalion
    - kompania A – kpt. W. Degacher
    - kompania C – kpt. R. Younghusband
    - kompania E – kpt. C. Cavaye
    - kompania F – kpt. W. Mostyn
    - kompania H – kpt. G. Wardell
    - bateria rakiet
    - saperzy
    - orkiestra wojskowa

  - 2. batalion
    - kompania G – por. C. Pope
    - saperzy
    - oddział pomocniczy

  - artyleria – mjr. S. Smith
    - bateria N – por. H.T. Curling
    - bateria rakiet
    - oddział transportowy
- część sztabu kolumny
  - szwadron Imperialnej Piechoty Konnej (Imperial Mounted Infantry)
  - oddział Wojsk Inżynieryjnych (Royal Engineers) – ppłk. A. Dunford
  - ochotnicze oddziały konne: Natal Mounted Police, Natal Carabineers, Newcastle Mounted Rifles, Buffalo Order Guard – mjr J.C. Russel
- 1. pułk Natal Native Contigent
  - 1. batalion
    - kompania D – kpt. C. Nourse
    - kompania E – kpt. W. Stafford
- 3. pułk Natal Native Contigent
  - 1. batalion
    - 6. kompania – kpt. R. Krohn
    - 9. kompania – kpt. J. Lonsdale

  - 2. batalion
    - 1. kompania – kpt. O. Murray
    - 4. kompania – kpt. E. Erskine
    - 5. kompania – kpt. A. Barry
- oddziały tubylczej jazdy Natal Native Horse – kpt. W. Barton
  - 1. oddział – por. C. Raw
  - 2. oddział – por. J. Roberts
  - 3. oddział – por. W. Vause
- oddział kwatermistrzowski
  - szpital polowy – mjr P. Shepherd i por. A. Hall
  - oddział pionierów
  - grupa cywilów: woźnice, służba, robotnicy itp.

Łącznie 71 oficerów oraz ok. 1940 podoficerów, żołnierzy, tubylców i cywili.

### Siły Zulusów
Armia zuluska była podzielona na cztery ugrupowania.
- „Lewy Róg”
  - uVe – 3,5 tys. wojowników
  - iNkobamakosi – 6 tys. wojowników
- „Prawy Róg”
  - uNokhenke – 2 tys. wojowników
  - uDududu – 1,5 tys. wojowników
  - iMbube – 1,5 tys. wojowników
  - iSangqu – 1 tys. wojowników
- „Głowa” (in. „pierś”)
  - uMbonambi – 1,5 tys. wojowników
  - uMcijo – 2,5 tys. wojowników
- Rezerwa
  - uThulwana – 1,5 tys. wojowników
  - iNdluyengwe – 1 tys. wojowników
  - uDloko – 1,5 tys. wojowników
  - iNdlondlo – 900 wojowników

Łącznie ok. 24 400 wojowników.

## W kulturze
Bitwa pod Isandlwana była głównym wątkiem filmu „Zulu Dawn” (Świt Zulusów) w reżyserii Douglasa Hickoxa z 1979 roku, w którym główne role zagrali Burt Lancaster i Peter O’Toole.